# 루카스 곤잘레스 바수알도

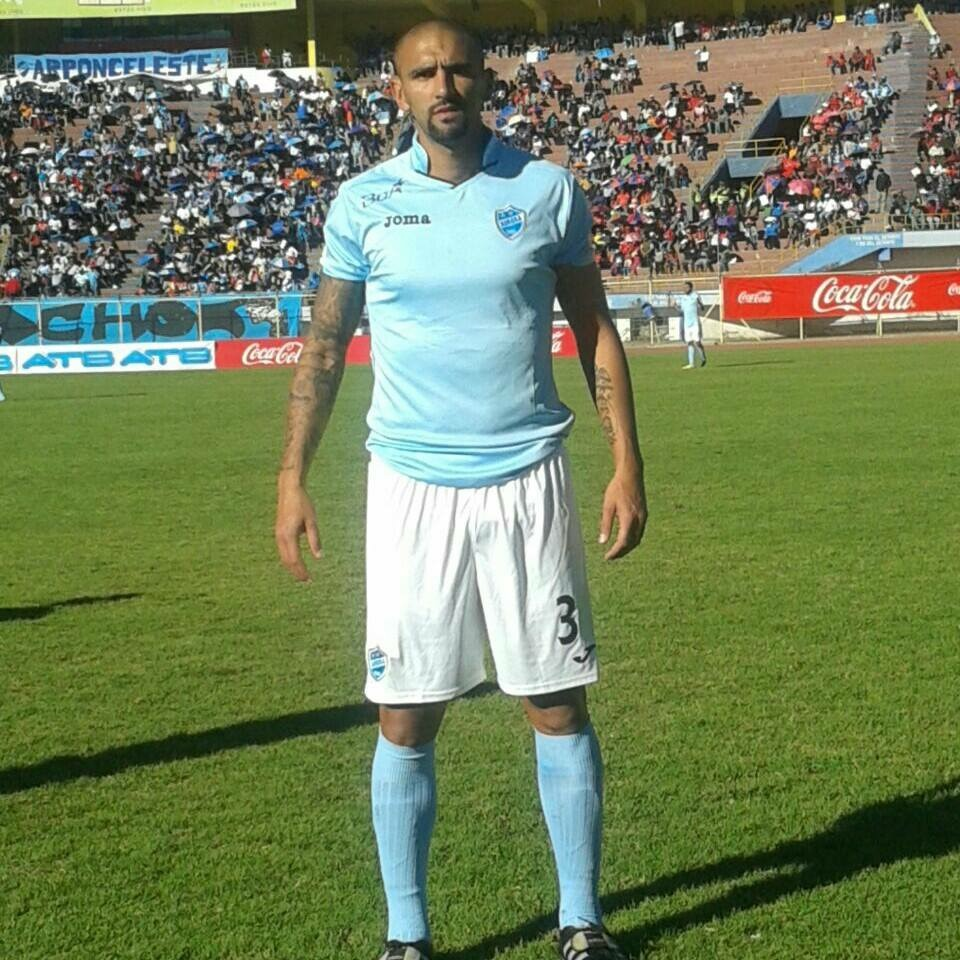

루카스 바수알도(Lucas Basualdo, 1988년 2월 2일 ~ )는 아르헨티나 출신의 축구 선수이다.

## 클럽 경력
2010년 대구 FC에 입단하여 한 시즌 동안 활약하였다. 당시 등록명은 루카스를 사용하였고 포지션은 수비수였다.
리그와 리그컵에는 출전하지 못 하였고 R리그에서 3경기에 출전하였다.